# Jarużyn (gromada)
Jarużyn – dawna gromada, czyli najmniejsza jednostka podziału terytorialnego Polskiej Rzeczypospolitej Ludowej w latach 1954–1972.
Gromady, z gromadzkimi radami narodowymi (GRN) jako organami władzy najniższego stopnia na wsi, funkcjonowały od reformy reorganizującej administrację wiejską przeprowadzonej jesienią 1954 do momentu ich zniesienia z dniem 1 stycznia 1973, tym samym wypierając organizację gminną w latach 1954–1972.
Gromadę Jarużyn z siedzibą GRN w Wąsoszu (w obecnym brzmieniu Stary Jarużyn) utworzono – jako jedną z 8759 gromad na obszarze Polski – w powiecie szubińskim w woj. bydgoskim, na mocy uchwały nr 24/13 WRN w Bydgoszczy z dnia 5 października 1954. W skład jednostki weszły obszary dotychczasowych gromad Chobielin, Jarużyn i Niedźwiady oraz wsie Samoklęski Duże i Wymysłowo z dotychczasowej gromady Samoklęski Małe ze zniesionej gminy Samoklęski Małe w powiecie szubińskim, a także obszary leśnictwa Dąbrowa z dotychczasowej gromady Paterek ze zniesionej gminy Nakło w powiecie wyrzyskim w tymże województwie. Dla gromady ustalono 15 członków gromadzkiej rady narodowej.
Gromadę zniesiono 1 stycznia 1958, a jej obszar włączono do nowo utworzonej gromady Samoklęski Małe w tymże powiecie.